# Wydma ustalona

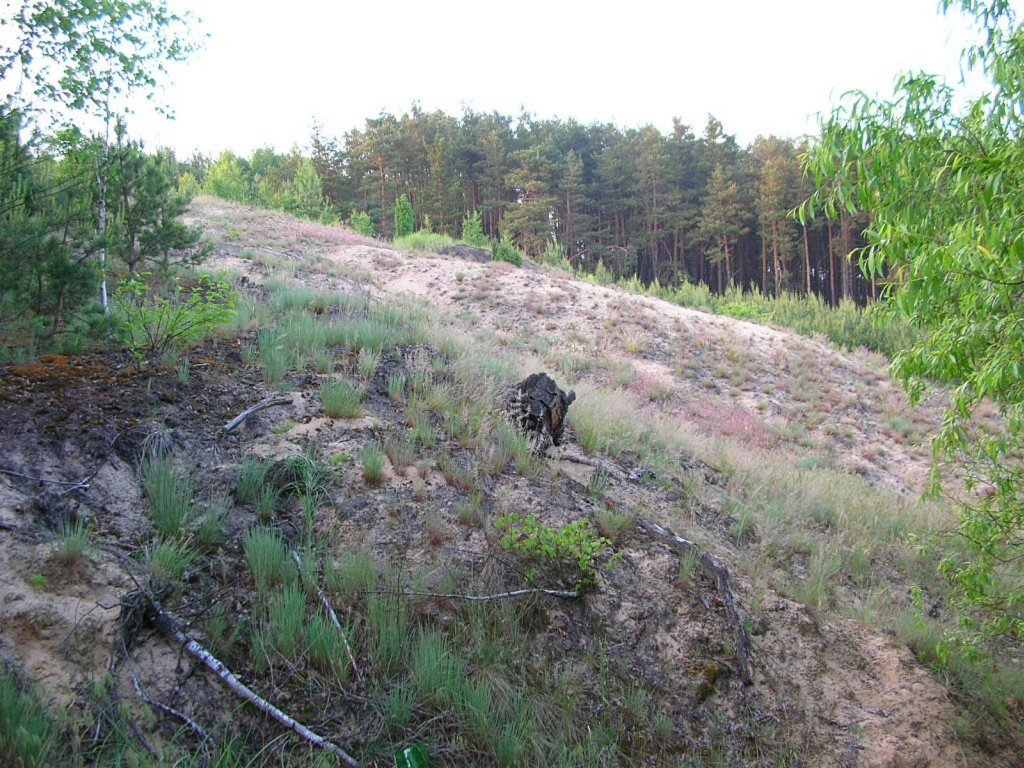
Zalesiona wydma ustalona z Puszczy Bydgoskiej

Wydma ustalona – rodzaj wydmy, wyróżnianej ze względu na dynamikę. W przeciwieństwie do wydmy ruchomej i ustalanej jest porośnięta roślinnością i nie porusza się. Najczęściej do tej kategorii należy wydma brunatna, czyli zawierająca w górnej warstwie arenosole i regosole oraz porośnięta borem bażynowym lub wrzosowiskiem. Prowadzi się też czasem sztuczne zalesianie wydm w celu ustalenia ich położenia (np. Wydma Lubiatowska koło Lubiatowa na Pomorzu).